# Pap László (református lelkész, 1937–1999)
Pap László (Budapest, 1937. szeptember 7. – Budapest, 1999. február 18.) lelkészcsaládba született: édesapja, Pap László (1908–1983) református lelkész, testvére Pap Gábor művészettörténész.

## Élete
1956-ban érettségizett. Az orvostudományi egyetemre nem vették fel. Ugyancsak nem nyert felvételt az angol-magyar szakra sem. 1956-ban a Rókus Kórház laboratóriumába, majd a sebészetre került. 1957. szeptember 19-én iratkozott be a Budapesti Református Teológiai Akadémia 1. évfolyamára. 1962-ben végzett. Pap László nem kapott segédlelkészi kihelyezést. 1962. október 11-től 1963. augusztus 21-ig a Hajtómű és Felvonógyár I. sz. Gyáregységében dolgozott programozóként. 1964. szeptember 23-án letehette az 1. lelkészképesítő („kápláni”) vizsgát, majd 1967. szeptember 21-én a 2. lelkészképesítő („papi”) vizsgát is. 1963. október 1-jétől 1965. szeptember 30-ig Perőcsényben, 1965. október 1-jétől 1966. október 15-ig Szentmártonkátán segédlelkészként szolgált, majd 1966. október 16-tól 1967. március 14-ig rendelkezési állományban volt. 1967. március 15-től 1969. április 30-ig ismét Szentmártonkátán volt segédlelkész. 
1969. május 1-től előbb beosztott lelkészként, majd november 1-jétől rendes lelkészként szolgált Örkényben. Erre az időre esik az a döntő fordulat életében, amit rádióinterjújában így fogalmazott: 
„Negyvenéves koromban kaptam új életet. Teológiai szakkifejezéseket használok, megpróbálom megmagyarázni: a megtérésről, az újjászületésről van itt szó. Akkor én ezt az Igét kaptam mintegy útravalóul: »Eredj haza a tieidhez, és jelentsd meg nekik, mely nagy dolgot cselekedett veled az Úr, és mint könyörült rajtad.”
1988. január 12-től 1999. február 1-jéig, nyugdíjazásáig Pomázon szolgált.

## Családja
Felesége Tasnádi Erzsébet, akivel 1964. december 5-én kötöttek házasságot. Édesapja Pap László református lelkész, testvére Pap Gábor művészettörténész.